# Milan Malý (letec)
Milan Malý (30. září 1923 Brno-Královo Pole – 1. května 2013 České Budějovice) byl český voják-letec, stíhací pilot ve druhé světové válce ve službách RAF.

## Život
Po nacistické okupaci Čech a Moravy odešel na práci do Německa (Kassel), odkud se s kamarády Bohuslavem Velvarským a Zdeňkem Kudlou přes Rakousko dostal u Klagenfurtu do Jugoslávie (dnes území Slovinska u Jesenice). Přes Lublaň a Záhřeb dorazili do Bělehradu, kde byli na francouzském konzulátě přijati do armády a přes Řecko a Turecko se měli spolu s dalšími dobrovolníky dostat transportem, který odjel z Bělehradu 24. června 1940, do Bejrútu a dále do Francie. Protože však mezitím došlo k porážce francouzských armád, skončil transport své putování v syrském Damašku, odkud se společně s dalšími československými vojáky Milan Malý odebral na konci července 1940 do Palestiny, která byla tehdy pod britskou správou. Zde vznikl 1. listopadu 1940 Československý pěší prapor 11 – Východní, jehož příslušníkem se stal. V roce 1941 se zúčastnil bojů proti „vichistickým“ Francouzům v Sýrii a od října 1941 pak obrany Tobrúku v Libyi.
V červnu 1942 se přihlásil k letectvu, byl přijat a 24. října 1942 odplul lodí Santa Maria de Orduna ze Suezu do Spojeného království. Po dlouhé cestě kolem Afriky přistál spolu s dalšími adepty létání 1. ledna 1943 ve skotském Greenocku, odkud odjeli do St. Athan v jižním Walesu k Náhradní a výcvikové jednotce československého letectva. Následně Milan Malý prodělal pilotní výcvik nejdříve ve Velké Británii a posléze v Kanadě (1943–1944) a po dokončení operačního výcviku opět na britské půdě byl v roce 1945 převelen jako pilot v hodnosti Sergeant (Sgt, četař) k letce "A" 312. československé stíhací perutě RAF.
Do vlasti se vrátil v srpnu 1945. Letci 312. perutě našli útočiště na letišti Planá u Českých Budějovic, kde utvořili základ 2. letecké divize. Zde sloužil u jejího 4. stíhacího leteckého pluku. V roce 1949 musel Československou armádu nedobrovolně opustit; zůstal v Českých Budějovicích a pracoval jako pomocný dělník, poté v chemické laboratoři a v kalírně u pece.
V říjnu 2008 obdržel od primátora Českých Budějovic medaili Za statečnost.

## Vyznamenání
- Kříž obrany státu ministra obrany České republiky, udělen 8. května 2012
- Československý válečný kříž 1939
- Československá medaile Za chrabrost před nepřítelem
- Československá vojenská medaile za zásluhy, II. stupeň
- |  Pamětní medaile československé armády v zahraničí , se štítky SV a VB
- Pamětní medaile k 20. výročí osvobození ČSSR
- Za zásluhy o ČSLA,[1] II. stupeň
- Válečná medaile 1939–1945 (Velká Británie)[2]
- Atlantická hvězda (Velká Británie)[3]
- Africká hvězda
- Čestný pamětní odznak k 60. výročí ukončení 2. světové války[4]
- Záslužný kříž ministra obrany České republiky III. stupně

## Účast na veteránských akcích

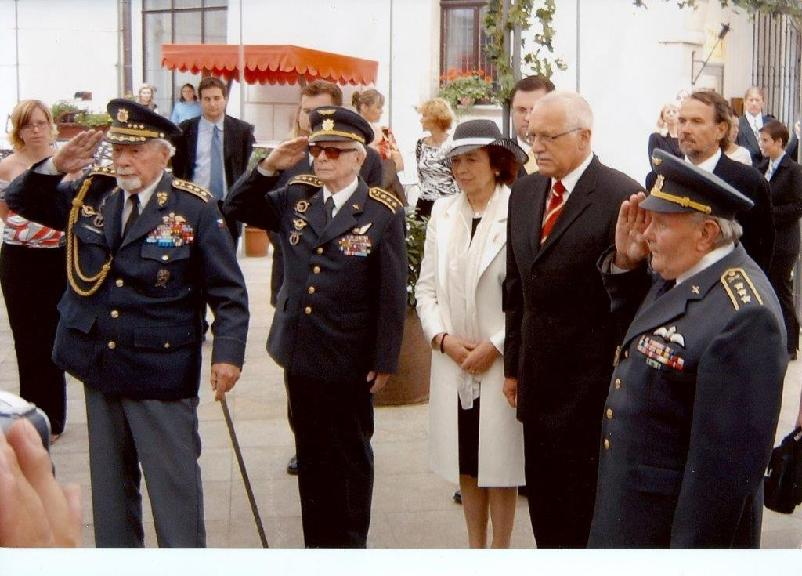
Plk. Milan Malý (první zprava)

### Slavnostní odhalení busty prezidenta Dr. E. Beneše v Českém Krumlově
28. května 2004 v 11.00 hod František Fajtl slavnostně odhalil bustu Edvarda Beneše při příležitosti 120. výročí narození prezidenta Dr. Edvarda Beneše. Slavnostní akt odhalení proběhl na nádvoří Hotelu Růže v Českém Krumlově za účasti dalších veteránů 2. světové války (např. gen. František Peřina, plk. JUDr. Lubomír Úlehla, plk. Milan Malý, plk. Ing. Jan Horal).

### Návštěva prezidenta Václava Klause v Č. Krumlově a akt položení květin k bustě Dr. E. Beneše
V polovině července roku 2004 navštívil Český Krumlov prezident Václav Klaus při příležitosti jím zaštítěného Mezinárodního hudebního festivalu. Ubytoval se v Hotelu Růže, kde položil k bustě (za přítomnosti F. Fajtla a dalších válečných veteránů) květiny.